# 瀬名さくら
瀬名 さくら（せな さくら、1975年1月31日 - ）は、日本の元AV女優、元ストリッパー（藤原史歩名義、所属は大阪東洋ショー）。1999年3月までは藤原史歩名義で活動した。
1994年に藤原史歩名義でAVデビューした。1995年5月にはストリップデビューを果たした。1995年10月から1998年12月まではSM写真集のモデルを務めている。
2002年に瀬名さくら名義で3本のビデオを出した。
カナダに7年間居住していたが、2010年、日本に帰国。奇しくも2003年にカナダへ向けて出国したときと同じ5月29日だった。2010年12月19日、同月6日に12年間共にした夫と離婚したこと、第二子の妊娠を報告。
2011年6月1日に第二子を出産。

## 作品
藤原史歩 名義
- 解禁（1994年10月、KUKI）
- 淫乱と乱満 1（1995年10月29日、KUKI）
- 淫乱と乱満 2（1995年11月19日、KUKI）
- ヒップ&レッグス（1995年11月19日、KUKI）
- 肉弾バトルロイヤル（1996年1月16日、KUKI）
- 麗獣kISS（1996年1月18日、KUKI）
- ぶっかけフェスティバル 6（1996年、シャトルジャパン）

瀬名さくら 名義
- モンスター BODY（2002年3月30日、マルクス兄弟）
- Japanese Girl（2002年4月20日、マルクス兄弟）
- SEXマシーン（2002年5月25日、マルクス兄弟）

*このほか改題版、再編集版が多数存在するが、瀬名さくら名義の出演作は上記3本のみ。
- メイキング of 瀬名さくら　D,D,P（2002年2月23日、マルクス兄弟）*『モンスターBODY』のメイキングとインタビュー。
- コンプリート瀬名さくら 4時間（マルクス兄弟）*出演作3本を収録。

### 成人映画
- 痴漢電車 痴漢のテクニック（1995年5月19日、エクセス・フィルム）[5]*藤原史歩 名義